# Lubuk Getam
Lubuk Getam is een bestuurslaag in het regentschap Muara Enim van de provincie Zuid-Sumatra, Indonesië. Lubuk Getam telt 886 inwoners (volkstelling 2010).